# Cecilia Canetti
Cecilia Canetti é uma jogadora brasileira de polo aquático, integrante da seleção nacional que disputou o Campeonato Mundial de Esportes Aquáticos de 2011 em Xangai, na China. Principais Títulos: Bicampeã brasileira (10/11) • 4º lugar nos Jogos Pan-americanos Rio 2007, 3ro lugar jogos pan americanos Guadalajara 2011, bicampea sulamericana.
Posição: Marcadora de centro
Nota: Toda a família joga polo aquático: Cecília e suas irmãs Manuela e Marina começaram na natação e passaram para o polo quando o pai virou professor da escolinha do Flamengo. Chegou a jogar por três anos nos Estados Unidos, com uma bolsa na California State Long Beach University para estudar “Human Development”. A saudade de casa a fez voltar e hoje ela cursa Gastronomia. 